# Dokudów Drugi
Dokudów Drugi es un pueblo ubicado en la gmina Biała Podlaska, distrito de Biała Podlaska, voivodato de Lublin, Polonia.

## Superficie
Cuenta con una superficie de 9,650 kilómetros cuadrados.

## Demografía
Hasta 2011 la población era de 298 habitantes, con una densidad de población de 30,88 habitantes por kilómetro cuadrado. Estaba conformada por 148 hombres (49,7%) y 150 mujeres (50,3%), según el censo de la Oficina Central de Estadística.